# Leopoldo Querol
Pour les articles homonymes, voir Querol (homonymie).
Leopoldo Querol, né le 15 novembre 1899 à Vinaròs (province de Castellón) et mort le 26 août 1985 à Benicàssim (province de Castellón), est un pianiste espagnol .

## Biographie
Élève du Conservatoire de Valence où il a connu José Iturbi. Disciple d'Eduard López-Chávarri i Marco,  il a poursuivi à Paris ses études musicales avec Ricard Viñes, qui l'a mis en contact avec diverses figures de la musique française de son temps, comme Francis Poulenc ou Maurice Ravel. Il fut professeur au Conservatorio Nacional de Música. Il fut également professeur de français et professeur de musique à l'Instituto Ramiro de Maeztu de Madrid. Il déploya une activité constante comme concertiste avec un répertoire dépassant 2 000 œuvres. Joaquín Rodrigo a composé pour lui le Concerto héroïque en 1943. Il obtint le doctorat de philosophie et lettres avec une monographie importante sur le Cancionero de Uppsala.